# Массовка
Массо́вка (от лат. massa — ком, кусок, множество) — наименование участников режиссируемых массовых сцен, а также самих этих сцен (и процесса их съёмки в кино и на телевидении).
В кинематографе, телевидении и театре для массовки обычно используются непрофессиональные актёры. Отдельных участников массовки называют стати́стами (от греч. statos — стоя́щий).
В избирательных технологиях — люди, специально нанятые для того, чтобы создать иллюзию, видимость чего-то. Массовки часто используются в чёрном пиаре: «марш бомжей», «дымовая завеса» и пр.
Также слово употребляется в значениях:
- Сходка, небольшой митинг
- Массовая экскурсия
- Массовая газета

## В кинематографе
Обычно говорят о массовке при съёмке масштабных эпизодов количеством действующих лиц 30 и более.
Первые массовки применялись в итальянских исторических фильмах 1910-х годов — «Камо грядеши?», «Освобождённый Иерусалим», «Кабирия». В съёмках некоторых кадров в этих фильмах участвует несколько сотен статистов.
Голливудские массовки в пеплумах 1920-х — 1930-х годах стали особенно грандиозны. Наиболее известен эпизод «Пир Валтасара» в «Нетерпимости» — 4 тысячи статистов, для съёмки которых камеру пришлось поднимать на воздушном шаре. Крупнейшая же массовка в «Нетерпимости», по словам режиссёра, достигала 16 тыс. человек.
В советском кино массовка получила развитие в фильмах Эйзенштейна «Стачка», «Броненосец „Потёмкин“», «Иван Грозный». В них наибольший эффект достигается монтажным сопоставлением кадров массовки и крупных планов отдельных её участников.